# Apateu (okręg Arad)
Apateu – wieś w Rumunii, w okręgu Arad, w gminie Apateu. W 2011 roku liczyła 2098 mieszkańców. 